# Vitellozzo Vitelli
Vitellozzo Vitelli (Città di Castello, 1458 – Senigallia, notte tra il 31 dicembre 1502 e il 1º gennaio 1503) è stato un generale, politico e nobile italiano.
Appartenente al casato dei Vitelli, era figlio di Niccolò, fratello di Paolo, Giulio, Giovanni e Camillo Vitelli, cognato di Oliverotto da Fermo, genero di Paolo Orsini. Fu conte di Montone, signore di Città di Castello, Monterchi ed Anghiari. Figura collocata in un periodo storico particolarmente complesso, fu tra i più conosciuti e valenti combattenti del suo tempo, facendo da esempio per i mercenari al suo seguito, che non esitarono nell'appoggiarlo nella Congiura della Magione, da lui organizzata contro il duca Valentino nel 1502.

## Biografia

### Origini ed inizi
Nato nel 1458 a Città di Castello da Niccolò Vitelli e Pantasilea Abocatelli, Vitellozzo fece le sue prime esperienze militari nelle file di Gentile Virginio Orsini. Nel 1494, con i fratelli Paolo e Camillo, passa sotto il comando del Re Carlo VIII di Francia, e per questo i tre si portano presso Genova, dove difendono Rapallo, ma, una volta caduta la città nelle mani aragonesi, durante la ritirata, i Vitelli danno sfoggio della loro abilità militare battendo i soldati nemici, il quale numero era superiore Passa, per un breve periodo di tempo (dal luglio al settembre 1495), agli stipendi di Pisa, per la quale difende Vicopisano dall'attacco fiorentino, essendo Vico città d'importanza strategica per entrambe le potenze (Pisa e Firenze). Trovato però un accordo tra la Francia e la Repubblica fiorentina, Vitellozzo passa al soldo di questi ultimi, proprio contro Pisa, a discapito della quale conquista subito il Bastione Stampace e il Borgo San Marco, ma, tradito dal castellano francese di Pisa, Robert de Balzac, che va contro la sua patria rappresentata dalla persona di Vitellozzo sparando sulle truppe comandate dal Vitelli, che rimane anche ferito, colpito da un sasso. Alla fine questo primo attacco a Pisa verrà interrotto per ordine di Francesco Valori, commissario fiorentino. Nel 1496 è a Lione, dove con Carlo Orsini e Giovanni Antonio Carafa chiede l'intervento di re Carlo VIII nel regno di Napoli.

### Dopo l'esperienza francese e la battaglia di Soriano
Ritorna quindi in Italia alla testa di 1000 uomini, sbarcando a Livorno; con la città sotto assedio da parte dell'imperatore Massimiliano I d'Asburgo, il Vitelli e l'Orsini si mettono subito alla sua difesa, che si rivela un successo, con i tedeschi costretti alla fuga, e con la via verso l'Umbria sgombra. Radunati circa 2000 soldati nella regione italiana, nel 1497 Vitellozzo s'impadronisce prima di Citerna, quindi assedia Monteleone d'Orvieto; la sua esperienza francese gli permette d'introdurre varie innovazioni militari, che in Italia erano ancora sconosciute, come la tecnica di disporsi a quadrato durante i combattimenti come i mercenari svizzeri. Nel frattempo, giunto a Soriano nel Cimino, si ricongiunge a Carlo Orsini, con il quale assedia Tuscania e annienta 800 Lanzichenecchi del Papa tra la stessa Soriano nel Cimino e Canepina. Nella battaglia, vengono catturati Guidobaldo da Montefeltro e Giampiero Gonzaga, mentre vengono feriti Muzio Colonna e Giovanni Borgia; il Papa, Alessandro VI, vista la pesante sconfitta, avvia le trattative di pace con gli Orsini, famiglia potentissima di cui faceva parte Carlo, alleato di Vitellozzo. Trovato un accordo, in base allo stesso vengono liberati Paolo e Gian Giordano Orsini su cauzione (circa 50000 ducati)
 e Vitellozzo ottiene la signoria su Città di Castello. Contattato dai fuoriusciti senesi, assale con questi ultimi San Casciano dei Bagni, ma, scoperto a Siena questo tentativo di colpire la città, Vitelli rifiuta di proseguire, ritirandosi nella sua patria tifernate con il bottino del sacco di San Casciano.

### L'esperienza fiorentina

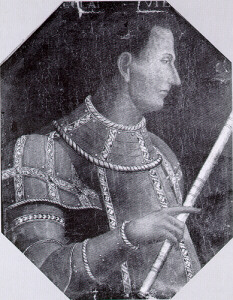
Ritratto di Paolo Vitelli, fratello di Vitellozzo.

Nel 1498, con il fratello Paolo, Vitellozzo passa agli stipendi dei fiorentini, siglando un contratto che prevedeva un pagamento annuale di 40000 scudi e circa 400 uomini d'arme, ma con alcune clausole: ad esempio, in caso di pace, la condotta sarebbe stata ridotta a 33000 scudi. Ma vista la situazione a Pisa, dove la guerra infuriava, la provvisione dei due fu portata a 40000 ducati. Vitellozzo partecipa alle azioni militari contro Pisa, quando taglia la ritirata a circa 200 uomini pisani che avevano cercato di riconquistare il Bastione della Dolorosa, presso Vicopisano, prima di essere costretto ad abbandonare i campi di battaglia per la sifilide. Ristabilitosi, il Vitelli attacca il Castello di Banzena e, con Paolo suo fratello e Giampaolo Baglioni assedia Bibbiena. Tornato a Città di Castello nel 1499, recluta nuovi soldati (circa 700 uomini), e si sposta quindi presso Pieve Santo Stefano, da dove riparte per assediare il Castel Rubello; trovatisi in una situazione estremamente favorevole, Vitellozzo e suo fratello Paolo si accingono, con l'esercito fiorentino, ad assediare Pisa, ma nonostante la presa della rocca di Stampace, danno l'ordine di non procedere oltre con le azioni militari, sprovvisti a loro detta di un'artiglieria sufficientemente preparata. Per questa titubanza, Paolo Vitelli, fratello di Vitellozzo, verrà accusato di tradimento, e arrestato, viene condannato alla decapitazione; Vitellozzo invece, ricercato anche lui dalle autorità fiorentine, riesce a scappare, riparando prima nella stessa Pisa, per poi passare a Città di Castello.

### Con il duca Valentino
Partito da Città di Castello, il Vitelli si porta a Milano, presso il re Luigi XII di Francia, per chiedere vendetta per la morte di suo fratello. Proprio nella città lombarda, si mette al servizio di Cesare Borgia, con il quale induce alla resa Dionigi Naldi, assediato in Imola. Arrivato a Roma alla testa di molti mercenari, con questi si sposta ad Orvieto, dove viene accolto con un gran banchetto da Giorgio della Rovere, vescovo della città. Radunate le sue truppe a Città di Castello, unisce le sue armate a quelle di Giampaolo Baglioni a San Martino in Campo, per aiutarlo a riprendere il suo dominio su Perugia, toltogli da Carlo Baglioni. Intanto, il suo odio contro Firenze per l'uccisione di suo fratello Paolo non accenna a diminuire: infatti, continua ad incoraggiare Pisa nella guerra proprio contro i fiorentini, e invia alla città toscana anche aiuti militari, nelle persone di Romeo da Pisa e Griso da Pisa. Intanto, le sue azioni con il Baglioni continuano: il 28 agosto 1500, conquistano con molti uomini Acquasparta, dove era rinchiuso Altobello da Canale; quest'ultimo fu fatto a pezzi ancora vivo, e le sue carni furono bruciate.
Portatosi ad Amelia, ottiene 10000 ducati datigli dai Ghibellini, e parte per l'assedio di Viterbo con Giampaolo Baglioni e Paolo Orsini; ingannati gli avversari (i Colonnesi), li spoglia dei loro beni, accumulando una ricchezza di circa 50000 ducati, con cui rientra a Città di Castello, prima di ripartire per Foligno in compagnia di Alessandro VI e Cesare Borgia, con i quali successivamente è a Roma. Inviato a Cesena, Vitellozzo assedia con Dionigi Naldi Brisighella, prima di concentrarsi sulla conquista di Faenza con altri condottieri dell'esercito del Valentino, come Naldi stesso, Giampaolo Baglioni e Paolo Orsini. Ma la presa della città è tutt'altro che impresa facile: infatti, durante le ostilità, Vitelli rimane anche ferito, ed è costretto alla ritirata più volte. Comincia quindi ad assalire le città nei dintorni di Faenza: conquista Solarolo, Russi, e devasta alcuni territori veneziani e ravennati. Alla fine però, nel 1501, la resistenza di Faenza cede, e Vitelli fa prigioniero il suo nemico Bernardino da Marciano, che poi lascia libero contro ogni aspettativa. Caduta la città ravennate, Vitellozzo passa all'attacco dei Bentivoglio di Bologna : prende Castel San Pietro Terme, Gatteo e Castel Guelfo di Bologna. Con la cessione di Castel Bolognese al Borgia, ha l'ordine di fermarsi con le azioni militari. Arrivato a Medicina, vi cattura Pirro da Marciano, fratello di Bernardino, e gli fa tagliare la testa. 
Quindi, per vendicare la morte di suo fratello, si spinge in Toscana, a Campi Bisenzio, ed inizia a devastare le terre intorno al comune della provincia fiorentina. Ma le sue azioni vengono rimandate, a causa del richiamo alle armi di Cesare Borgia, per il quale assedia in Piombino Jacopo IV Appiano, prima di spostarsi a Pisa, dove incita la popolazione a non arrendersi contro Firenze.

### Le guerre aragonesi con il Borgia e le operazioni di Terni

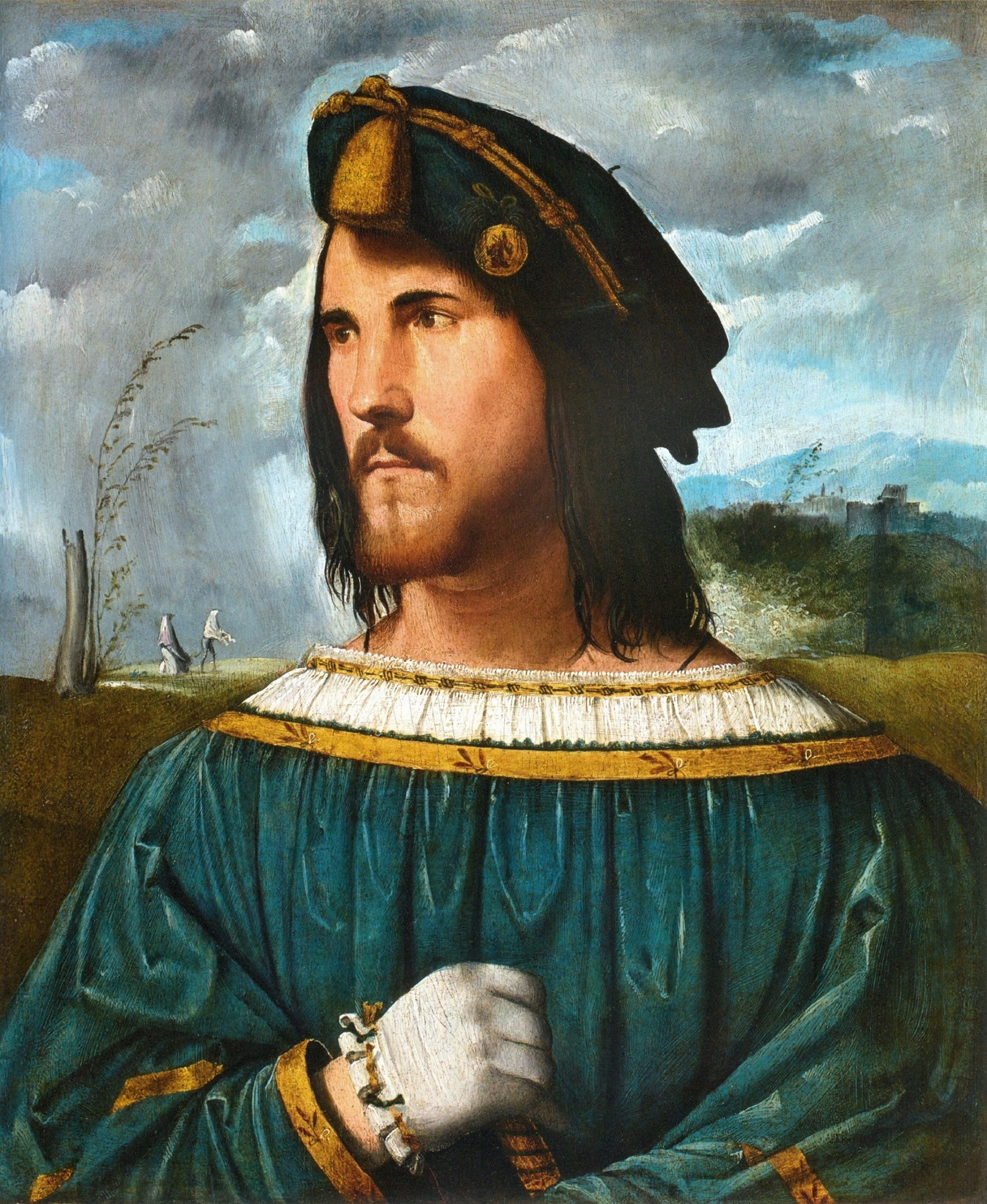
Presunto ritratto di Cesare Borgia, Altobello Melone, 1513.

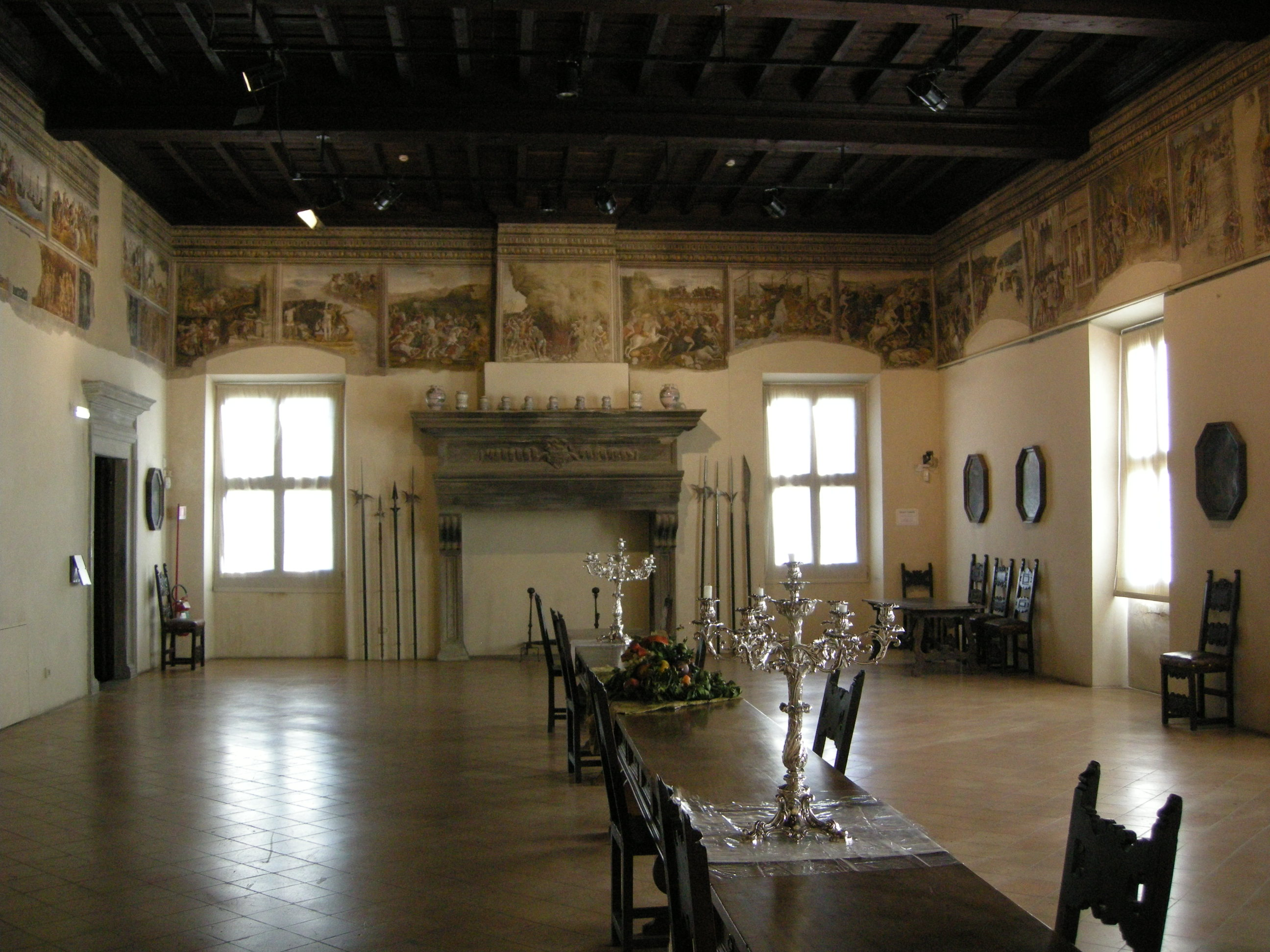
Palazzo Vitelli alla Cannoniera, Città di Castello

Nel luglio 1501, Vitelli parte con Giampaolo Baglioni e Cesare Borgia da Roma per recarsi nel regno di Napoli con i francesi contro gli aragonesi. Conquista L'Aquila dal quale vengono cacciati Ludovico Franchi, signore della città, e Muzio Colonna. Arrivato a Capua, durante le trattative per la resa della città campana, la conquista inaspettatamente, e vi fa prigionieri Fabrizio I Colonna e Ranuccio da Marciano, che Vitelli fa ammazzare infettando le sue ferite con il veleno Ritornando all'impresa di Piombino con Oliverotto da Fermo assedia il castello di Casavecchia, presso Camerino. Alleatosi con gli spoletini contro Terni, Vitellozzo, dopo essere stato ferito da un sasso lanciatogli dalle mura da una donna, decide di assaltare Contigliano, dove si era recato per chiedere vettovaglie. La sua vendetta è molto violenta, guardando anche ai 130 uomini uccisi nei combattimenti; ottenuti 4000 ducati dalla città di Terni, Vitellozzo continua a vagare per molte città del centro Italia (Corbara, Sugano, Porano e Bolsena), prima di recarsi ad Acquapendente, dove incontra per la prima volta Piero il Fatuo. Nel settembre 1501, riesce a prendere Piombino, che si arrende anche per la mancanza di vettovaglie. Nominato conte di Montone dal Papa, nel 1502 Vitellozzo assedia in Camerino Giulio Cesare da Varano con Oliverotto da Fermo, dove i suoi uomini vengono accusati di introdurre (dietro pagamento) vettovaglie all'interno della città da Niccolò Bonafede, accusa girata da Vitellozzo e i suoi compagni proprio al Bonafede.

### La rivolta di Arezzo

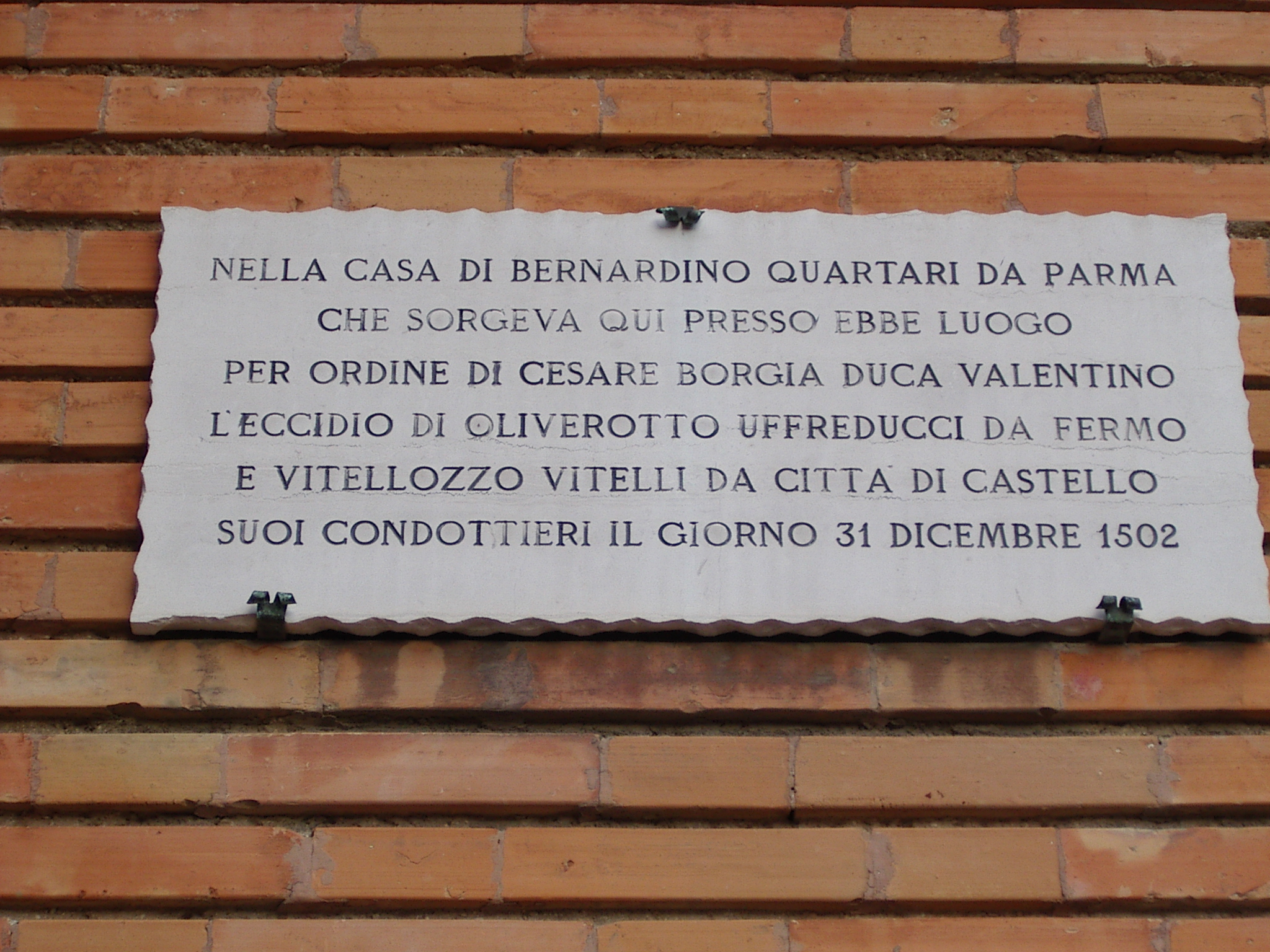
Targa nel luogo dove Vitellozzo morì la notte del 31 dicembre 1502, Senigallia.

Intanto, l'attenzione di Vitelli viene attirata dagli eventi che si stanno verificando ad Arezzo, dove vengono organizzate alcune rivolte contro il dominio fiorentino, alle quali aderisce, sempre per quell'odio nei confronti di Firenze natogli dopo la morte del fratello Paolo: partito da Città di Castello, occupa Monterchi, e accampatosi a Colle di Val d'Elsa, inizia una vera e propria invasione; infatti, conquista Giovi, Monte San Savino, Castiglion Fiorentino e Cortona. Avvicinatosi ad Arezzo con 3500 uomini sotto le insegne di Piero il Fatuo, riesce a far fuggire dalla città toscana Guglielmo de' Pazzi, Alessandro Galilei (capitano della città) e Piero Marignolli (il podestà).. Nel frattempo, le forze militari dalla sua parte aumentano: si congiungono ai suoi soldati anche quelli di Fabio Orsini e di Giampaolo Baglioni, oltre a quelli del Fatuo. Partito da Arezzo (che non era stata ancora presa, e per questo lascia suo fratello Giulio al suo assedio), Vitelli si reca in direzione di Firenze alla testa di quasi 4000 uomini, accompagnato da Baglioni. Accampatosi a Petrognano, è vicinissimo all'esercito fiorentino, comandato da Antonio Giacomini Tebalducci; tornato nell'aretino, riesce ad espugnare il castello di Quarata, difeso da circa 200 uomini, prima di far capitolare completamente la resistenza di Arezzo. Nel luglio 1502, con Giampaolo Baglioni prende Anghiari e Borgo San Sepolcro, e fa impiccare il connestabile di Castel Focognano. Nel frattempo, gli si fa incontro nuovamente Giacomini, che, lasciata Laterina, lo affronta a Castiglion Fibocchi, aiutato anche dai francesi, scesi in campo in favore di Firenze: Vitellozzo, uomo dalla grandissima esperienza militare, escogita una nuova tattica, e riesce per questo a vincere la battaglia. Ma, nonostante le vittorie ottenute, la rivolta è costretta a finire: infatti, il crescente numero di soldati in arrivo dalla Francia in aiuto di Firenze e l'ordine impartito da Luigi XII di Francia a Cesare Borgia di rinunciare all'impresa, fecero sì che il duca Valentino persuadesse Vitellozzo ad assentire alle richieste del re di Francia. Il quale, anche se a malincuore, fa sottomettere gli aretini alla Francia, e consegna la città nelle mani dell'esercito transalpino. Ritiratosi a Città di Castello per curare la febbre quartana che lo ha colpito, Vitellozzo deve agire contro i francesi, nell'agosto 1502, perché questi non devastino le campagne tifernati. Uccide per questo circa 300 uomini.

### La congiura contro Cesare Borgia e la morte
(Niccolò Machiavelli, Descrizione )
Preoccupato per la crescente ambizione di Cesare Borgia, Vitellozzo iniziò a temere anche per i suoi possedimenti; per questo, nell'ottobre 1502 si reca nel castello di Magione, dove con Giampaolo Baglioni, il suocero Paolo Orsini, Antonio Giordano (per Pandolfo Petrucci di Siena), Oliverotto da Fermo e il duca di Gravina Francesco Orsini complottò ai danni del Valentino. Malato di sifilide, Vitellozzo con gli altri congiurati passa alle azioni: entra in Urbino e vi fa impiccare molti funzionari del Borgia, e quindi combatte le truppe nemiche nella Battaglia di Calmazzo, vinta da Vitellozzo, dove viene fatto prigioniero Ugo di Moncada. Ma, accordatosi Paolo Orsini con Borgia, anche Vitellozzo e gli altri condottieri si sottomettono alla richiesta di pace del Valentino, e nella notte del 31 dicembre 1502, Vitelli e Oliverotto da Fermo vengono invitati da Cesare a un banchetto a Senigallia, durante il quale vengono entrambi strangolati da Michelotto Corella (strage di Senigallia); Vitellozzo, prima di morire, invoca il perdono del Papa, Alessandro VI, per le sue azioni. Su questa drammatica fine, Niccolò Machiavelli, scrittore fiorentino, ha dedicato un trattato, che s'intitola "Descrizione del modo tenuto dal Duca Valentino nello ammazzare Vitellozzo Vitelli, Oliverotto da Fermo, il Signor Pagolo e il duca di Gravina Orsini", scritta nel 1503.

## Riferimenti nella cultura di massa
Il personaggio di Vitellozzo è stato inserito, insieme a quelli di Oliverotto da Fermo, Cesare Borgia e Micheletto Corella, nel videogioco Assassin's Creed: Brotherhood, prodotto dalla Ubisoft nel 2010.